# C.J. Uzomah
C.J. Uzomah (14 gennaio 1993) è un giocatore di football americano statunitense che milita nel ruolo di tight end per i Philadelphia Eagles della National Football League (NFL).

## Carriera

### Cincinnati Bengals
Dopo avere giocato al college ad Auburn, Uzomah fu selezionato nel corso del quinto giro (157º assoluto) dai Cincinnati Bengals nel Draft NFL 2015. Debuttò come professionista subentrando nella gara del tredicesimo turno contro i San Diego Chargers in cui ricevette un passaggio da 4 yard. La sua stagione da rookie si chiuse con 5 presenze, nessuna delle quali come titolare.
Nella settimana 2 della stagione 2020 contro i Cleveland Browns, Uzomah si ruppe il tendine d'Achille, perdendo il resto dell'annata.
Nella settimana 4 della stagione 2021 Uzomah ricevette un nuovo primato personale di 95 yard dal quarterback Joe Burrow nella vittoria sui Jacksonville Jaguars. Il 13 febbraio 2022 partì come titolare nel Super Bowl LVI ma i Bengals furono sconfitti dai Los Angeles Rams per 23-20.

### New York Jets
Il 14 marzo 2022 Uzomah firmò un contratto di 3 anni da 24 milioni di dollari con i New York Jets.

### Philadelphia Eagles
L'11 aprile 2024 Uzomah firmò un contratto di un anno con i Philadelphia Eagles. Fu svincolato il 21 agosto 2024 prima dell'inizio della stagione regolare. Il 10 ottobre rifirmò con la squadra di allenamento. Fu promosso nel roster attivo il 4 dicembre. Il 30 gennaio 2025 fu inserito in lista infortunati.

## Palmarès
- Super Bowl : 1

Philadelphia Eagles: LIX
- American Football Conference Championship: 1

Cincinnati Bengals: 2021
- National Football Conference Championship: 1

Philadelphia Eagles: 2024